# سسرایوک
سسرایوک (به اسپانیایی: Ccerayoc) یک کوه در پرو است. سسرایوک ۵٬۰۹۲ متر بالاتر از سطح دریا واقع شده‌است.